# Żabonóżka
Żabonóżka (Sagra buqueti) – gatunek chrząszcza z rodziny stonkowatych, z podrodziny Sagrinae. Występuje głównie w Tajlandii oraz w Malezji.

## Budowa
Może osiągać nawet do 5 cm (samiec), oraz do 3 cm (samica). Samce posiadają swoją wielkość głównie za sprawą dużych tylnych nóg. Dorosłe osobniki żywią się liśćmi, a w niewoli karmi się je batatami.